# ヴィエンヌ＝アン＝ベッサン
ヴィエンヌ＝アン＝ベッサン（仏: Vienne-en-Bessin）は、フランスのノルマンディー地域圏、カルヴァドス県に属するコミューン。

## 地理
バイユーの東8kmに位置し、7km北にはドーバー海峡がある。道沿いに家々が連なっている。南東でエスケ＝シュル＝ソル、北西でル・マノワールの各コミューンと接し、すぐ北には幹線道路のD12が東西に延びている。ソル川が東に流れる。

## 行政
- 首長：レミ・フランソワーズ（Rémi Françoise、無所属、2001年3月から） GDFスエズ（現：エンジー）の現場監督
- 前首長：ポール・ルクラヴィエ（Paul Leclavier）

## 人口の推移[1]
| 1962年 | 1968年 | 1975年 | 1982年 | 1990年 | 1999年 | 2006年 | 2007年 |
| ------ | ------ | ------ | ------ | ------ | ------ | ------ | ------ |
| 161    | 137    | 122    | 152    | 198    | 200    | 247    | 261    |